# Justicia dives
Justicia dives är en akantusväxtart som beskrevs av Raymond Benoist. Justicia dives ingår i släktet Justicia och familjen akantusväxter. Utöver nominatformen finns också underarten J. d. ovatula.